# كاسبارس غوركشس
كاسبارس غوركشس (باللاتفية: Kaspars Gorkšs) (مواليد 6 نوفمبر 1981 في ريغا) لاعب كرة قدم لاتفي دولي يجيد اللعب في خط الدفاع. يلعب حاليا لصالح نادي كوينز بارك رينجرز الإنجليزي منذ 2008.

## روابط خارجية
- كاسبارس غوركشس على موقع الاتحاد الدولي (مؤرشف)  (الإنجليزية)
- كاسبارس غوركشس على موقع الاتحاد الأوربي (الإنجليزية)
- كاسبارس غوركشس على موقع قاعدة بيانات كرة القدم.إي يو (الإنجليزية)
- كاسبارس غوركشس على موقع ناشيونال فوتبول تيمز (الإنجليزية)
- كاسبارس غوركشس على موقع Soccerbase.com (لاعب) (الإنجليزية)
- كاسبارس غوركشس على موقع Soccerway.com (الإنجليزية)
- كاسبارس غوركشس على موقع عالم كرة القدم.نت (الإنجليزية)